# Guy Kawasaki

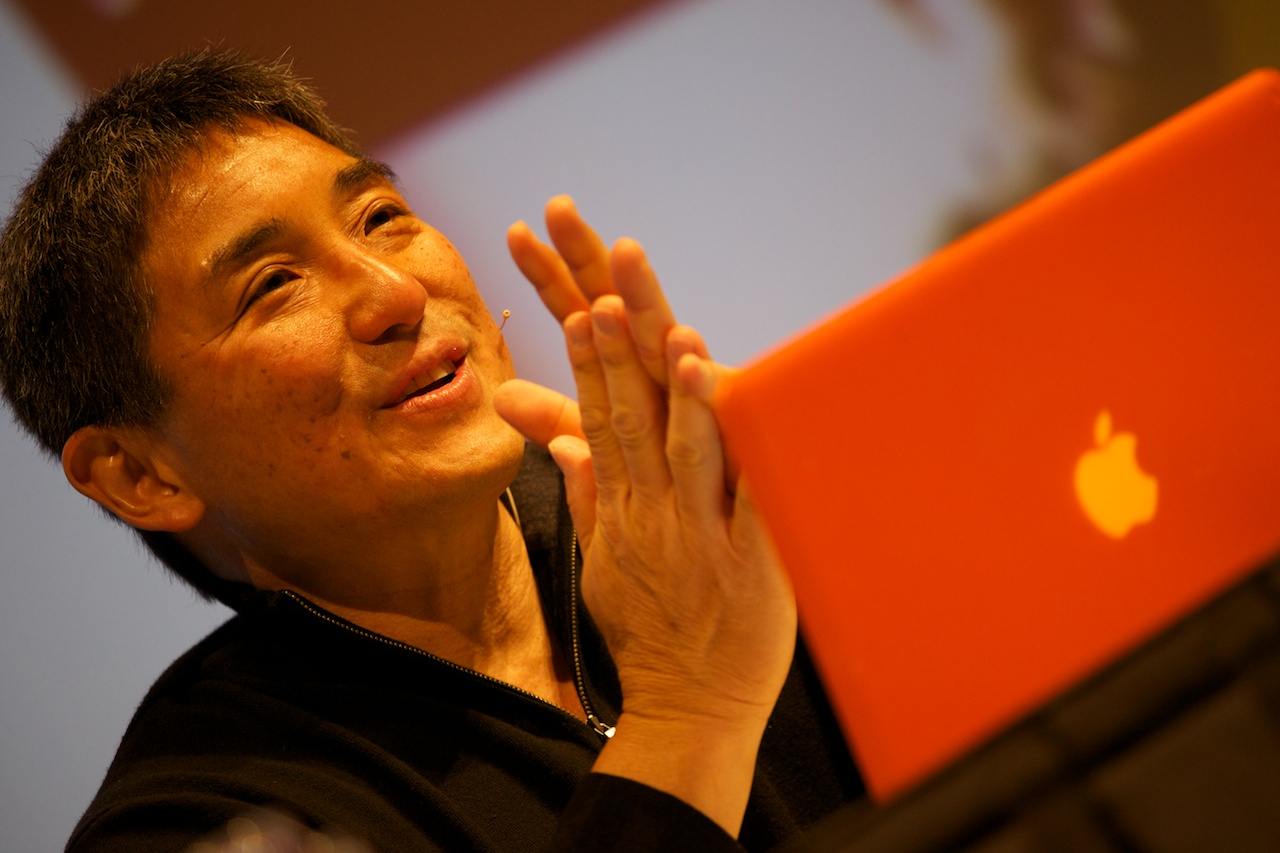
Guy Kawasaki

Guy Kawasaki (* 30. August 1954 in Honolulu) ist Technology Evangelist, Autor, Unternehmer und Risikokapitalgeber.
Kawasaki besuchte die ʻIolani School in Honolulu, studierte Psychologie an der Stanford University (BA) und an der UCLA Anderson School of Management (MBA).
Er war für die Vermarktung des Macintosh 1984 verantwortlich. Heute (Stand 2015) ist er Managing Director bei dem Wagniskapitalfonds Garage Technology Ventures.
Am 24. März 2015 gab das Board of Trustees der Wikimedia Foundation bekannt, dass Kawasaki vom 13. April 2015 bis 31. Dezember 2016 Mitglied des Boards sein wird.

## Veröffentlichungen
- What the Plus! Google+ for the rest of us. (2012) (E-Book ausschließlich für Amazon Kindle, iBooks und auf Google Play).
- Enchantment: The Art of Changing Hearts, Minds, and Actions. Portfolio Penguin, London 2011, ISBN 1-59184-379-0.
- Reality Check (2008) ISBN 1-59184-223-9.
- The Art of the Start (2004) ISBN 1-59184-056-2.
- Rules for Revolutionaries (2000) ISBN 0-88730-995-X.
- How to Drive Your Competition Crazy (1995) ISBN 0-7868-6124-X.
- Hindsights (1995) ISBN 0-446-67115-0.
- The Computer Curmudgeon (1993) ISBN 1-56830-013-1.
- Selling the Dream (1992) ISBN 0-88730-600-4.
- Database 101 (1991) ISBN 0-938151-52-5.
- The Macintosh Way (1990) ISBN 0-06-097338-2.